# Karabalçık, Karlıova
Karabalçık là một xã thuộc huyện Karlıova, tỉnh Bingöl, Thổ Nhĩ Kỳ. Dân số thời điểm năm 2010 là 597 người.